# Hohenzollern-Haigerloch
El Condado de Hohenzollern-Haigerloch con capital en la ciudad de Haigerloch existió entre 1576 y 1767. Fue gobernado por la Casa de Hohenzollern-Haigerloch que pertenecía a la rama suaba de la Casa de Hohenzollern.

## Historia

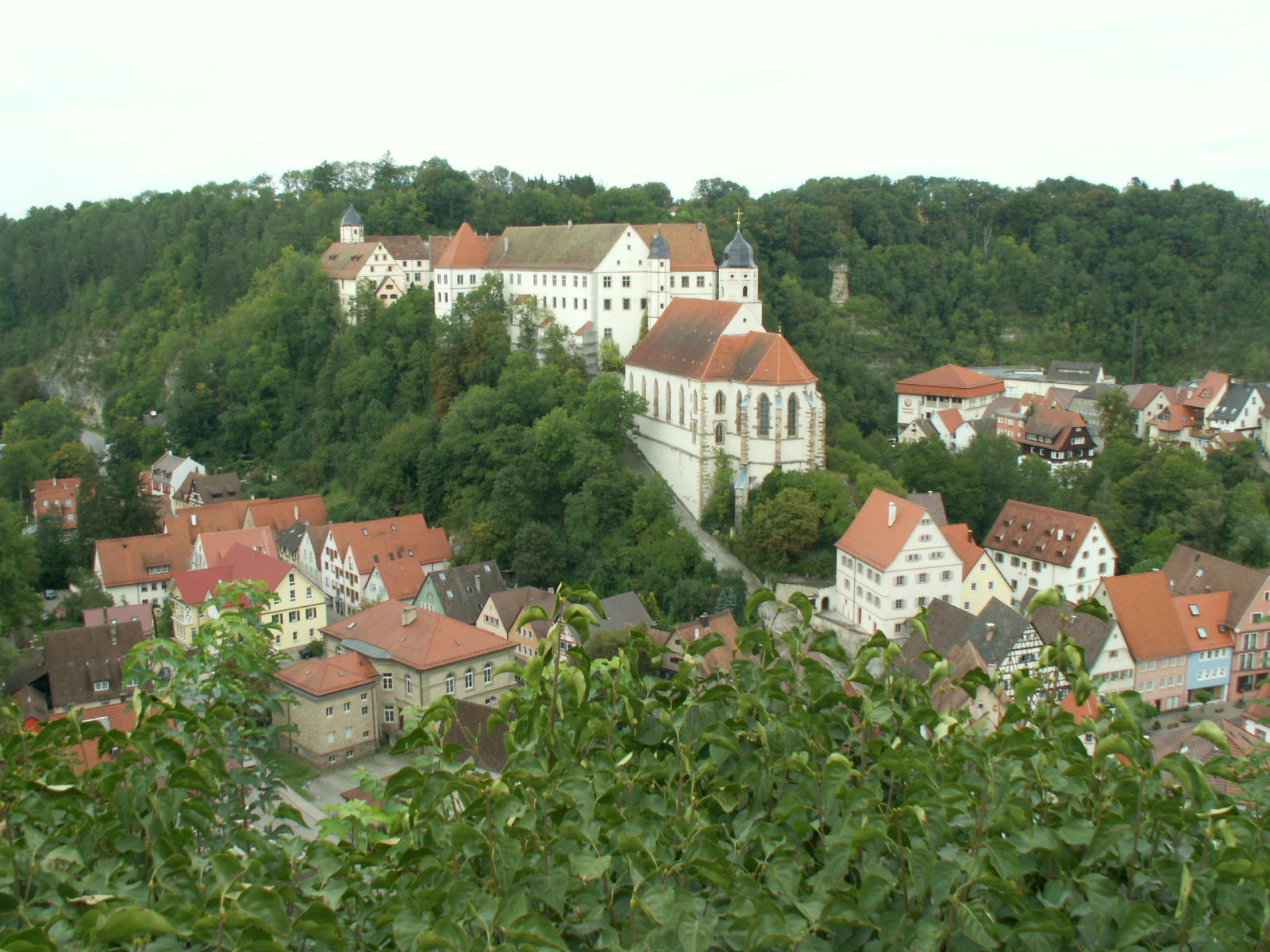
Castillo de Haigerloch.

La Casa de Hohenzollern-Haigerloch fue una sub-rama de la línea mayor suaba de la dinastía Hohenzollern cuya rama francona, más famosa, se convirtieron en Burgraves de Núremberg, Margraves de Brandeburgo, Reyes de Prusia, y finalmente Emperadores de Alemania. A diferencia de sus relativos del norte, los suabos permanecieron católicos.
El condado de Hohenzollern-Haigerloch fue creado en 1576, cuando Carlos I de Hohenzollern murió y sus tierras fueron divididas entre sus tres hijos católicos:
- Eitel Federico IV de Hohenzollern-Hechingen (1545-1605)
- Carlos II de Hohenzollern-Sigmaringen (1547-1606)
- Cristóbal de Hohenzollern-Haigerloch (1552-1592)

Estos tres territorios estaban localizados en el sudoeste de Alemania y eran feudos del Sacro Imperio Romano Germánico. La región es ahora parte del estado federado alemán de Baden-Württemberg. Hechingen, Sigmaringen y Haigerloch eran las capitales de los tres estados.
El condado fue incorporado a Hohenzollern-Sigmaringen en 1634 y fue nuevamente reconstituido en 1681. En 1767 es definitivamente incorporado a Hohenzollern-Sigmaringen.

## Condes de Hohenzollern-Haigerloch (1576-1767)
- Cristóbal de Hohenzollern-Haigerloch (1575-1601)
- Juan Cristóbal de Hohenzollern-Haigerloch (1601-1623)
- Carlos de Hohenzollern-Haigerloch (1623-1634)

(Entre 1634 y 1681 el condado fue parte del principado de Hohenzollern-Sigmaringen.)
- Francisco Antonio de Hohenzollern-Haigerloch (1681-1702)
- Fernando Leopoldo de Hohenzollern-Sigmaringen (1702-1750)
- Francisco Cristóbal Antonio de Hohenzollern-Haigerloch (1750-1767)

Con la muerte del último conde, el condado fue definitivamente incorporado al principado de Hohenzollern-Sigmaringen.